# María Julia Mantilla

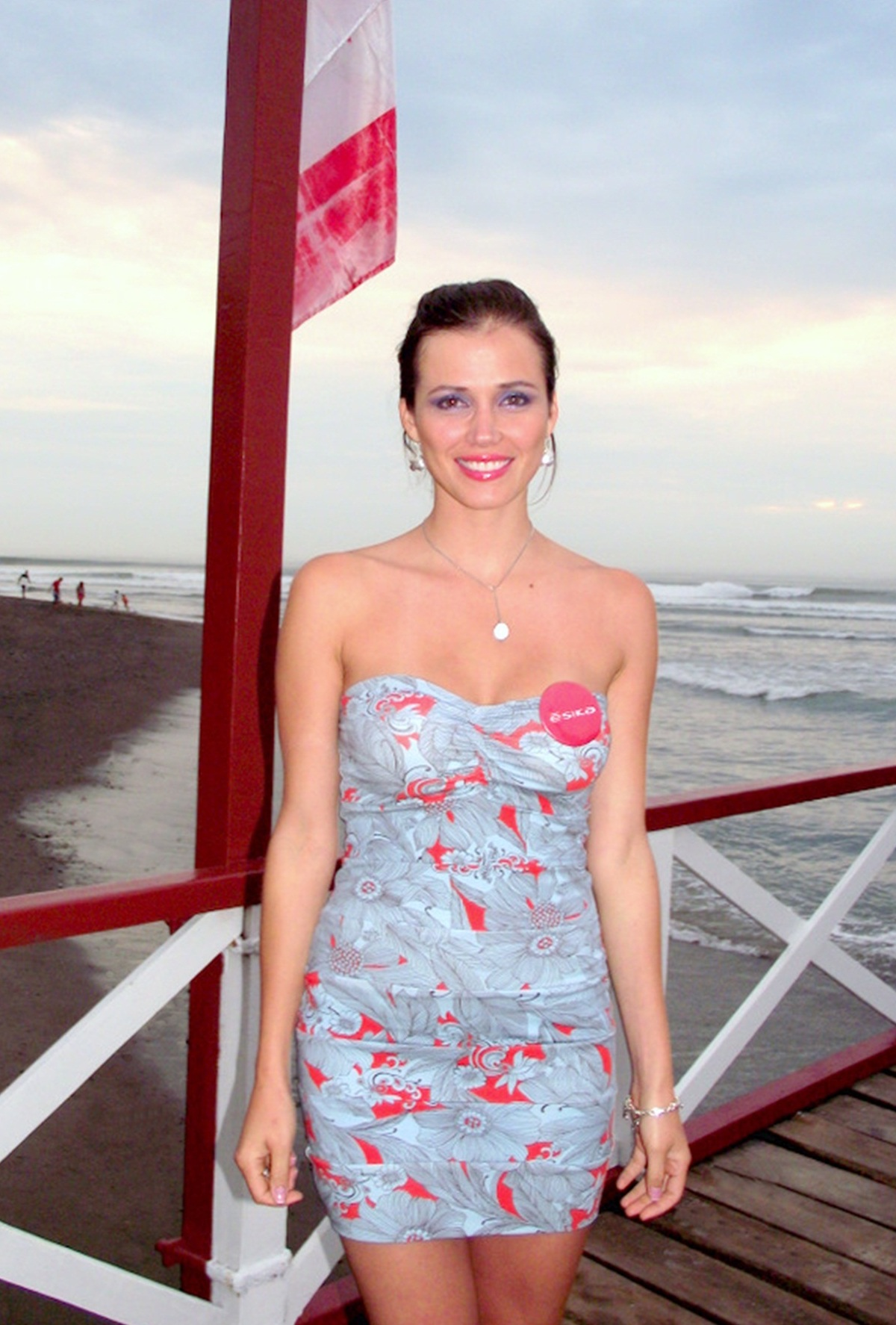
María Julia Mantilla

Maria Julia “Maju” Mantilla Garcia (* 10. Juli 1984 in Trujillo) ist ein peruanisches Model. Sie gewann 2004 den Titel der Miss World. 

## Biografie
Mantilla García wurde am 4. Dezember 2004 im Crown of Beauty Theatre in Sanya (Volksrepublik China) zur Miss World gekürt. Sie folgte der Tochter des Sängers Chris de Burgh, Rosanna Davison, nach und war die erst zweite Gewinnerin dieses Titels aus Peru. Während ihrer Regentschaft engagierte sich Maria Julia Mantilla Garcia für viele karitative Organisationen und reiste in deren Namen um die Welt. 
Als Vize-Miss-Peru-2004, hinter der nationalen Siegerin Liesel Holler, qualifizierte sie sich für das Finale in China, das schließlich in Hainan stattfand. In der 54. Auflage des Miss-World-Contests setzte sich Mantilla Garcia gegen Teilnehmerinnen aus 107 Ländern durch. 
Vor dem Sieg arbeitete sie als Model und in einer peruanischen TV-Show. Sie studierte, um Lehrerin zu werden und plant eine Karriere in der Tourismusbranche. 
Am 10. Dezember 2005 krönte sie ihre Nachfolgerin, Miss Island, Unnur Birna Vilhjálmsdóttir zur Miss World.
Im Oktober 2010 nahm Mantilla Garcia als Jurorin an der 60. Miss-World-Wahl im chinesischen Sanya teil. Dort kürte sie unter anderem gemeinsam mit den ehemaligen Titelträgerinnen Denise Perrier (Miss World 1953), Ann Sidney (Miss World 1964), Mary Stävin (Miss World 1977), Agbani Darego (Miss World 2001), Zhang Zilin (Miss World 2007) und Xenia Suchinowa (Miss World 2008) die 18-jährige US-Amerikanerin Alexandria Mills zur Siegerin.